# Диего Маурисио
Диего Маурисио Машадо де Брито (порт.-браз. Diego Maurício Machado de Brito; род. 25 июня 1991, Рио-де-Жанейро) — бразильский футболист, нападающий индийского клуба «Одиша».

## Карьера

### Клубная
Диего является воспитанником футбольного клуба «Фламенго». Дебютировал в составе «Фла» 24 мая 2010 года, в матче бразильской Серии А с «Гремио Баруэри», в котором вышел на замену за 26 минут до конца встречи. Первый гол за клуб забил 22 июля 2010 года в игре с командой «Аваи» (1:1). 14 декабря 2011 года сообщалось об интересе к футболисту со стороны московского ЦСКА, испанской «Валенсии» и итальянской «Фиорентины». В июне 2012 года появились слухи о возможном переходе Диего в турецкий «Фенербахче» или в донецкий «Шахтёр», который держал игрока «на карандаше» с декабря 2010 года.
22 августа 2012 года бразилец стал игроком владикавказской «Алании», которая заплатила за его переход 2,8 млн евро.
Летом 2013 года на правах аренды перешёл в бразильский клуб «Спорт Ресифи».

### В сборной
В 2011 году выступал за молодёжную сборную Бразилии, вместе с которой стал победителем молодёжного чемпионата Южной Америки 2011.

## Достижения

### Клубные
- Обладатель Трофея Рио (1): 2011
- Победитель Лиги Кариоки (1): 2011
- Обладатель Кубка Гуанабара (1): 2011

### В сборной
- Победитель молодёжного чемпионата Южной Америки (1): 2011

## Прозвище
Из-за физических кондиций Диего болельщики «Фламенго» дали ему прозвище — Дрогбинья, что означает «маленький Дрогба».